# Distretto di Skalica
Il distretto di Skalica (in slovacco: okres Skalica) è uno dei 79 distretti della Slovacchia, situato nella regione di Trnava, nella parte occidentale del Paese.
Fino al 1918, il distretto faceva parte della contea ungherese di Nitra.

## Geografia antropica
Il distretto è composto da 3 città e 18 comuni:

### Città
- Gbely
- Holíč
- Skalica

### Comuni
- Brodské
- Chropov
- Dubovce
- Kátov
- Kopčany
- Koválovec
- Letničie
- Lopašov
- Mokrý Háj

- Oreské
- Petrova Ves
- Popudinské Močidľany
- Prietržka
- Radimov
- Radošovce
- Trnovec
- Unín
- Vrádište